# Nguyễn Hữu Xuyến
Nguyễn Hữu Xuyến (1917–2007), bí danh Tám Xuyến, Tám Kiến Quốc, là một vị tướng lĩnh của Quân đội nhân dân Việt Nam mang quân hàm Trung tướng, ông đảm nhận chức vụ Tư lệnh Quân giải phóng miền Nam (tháng 2 đến tháng 8 năm 1961), nguyên Phó Tư lệnh Quân giải phóng miền Nam (1965–1974) và nguyên Phó Tư lệnh Quân khu 9 (1977–1982).

## Thân thế
Nguyễn Hữu Xuyến sinh vào tháng 10 năm 1917 tại xã Đình Bảng, huyện Tiên Sơn, tỉnh Hà Bắc, xứ thuộc địa Bắc Kỳ. Gia đình ông thuộc hộ nghèo, cha mẹ ngoài làm nông còn đảm nhận thêm các nghề về thủ công nhưng vẫn không đủ sống nên phải di cư vào miền Nam để mưu sinh, ông sau đó về quê ở với người anh con ông bác họ.

## Sự nghiệp
Năm 1930, khi hay tin mẹ mất, Xuyến lên tàu vào miền Nam để kiếm sống, từ đây ông bắt đầu tự lập, lang bạt từ Sài Gòn sang Phnôm Pênh rồi đến Sa Đéc, Cần Thơ với vô số nghề mưu sinh. Năm 1937, ông tham gia hoạt động cách mạng, làm cầu nối liên lạc giữa Trung ương Đảng – Nam bộ và ba năm sau thì được kết nạp vào Đảng Cộng sản Đông Dương. Cuối năm 1941, do cơ sở bị phát hiện, thực dân Pháp bắt Nguyễn Hữu Xuyến đưa về Sở mật thám Nam Kỳ (bốt Catinat), tại đây ông đã trải qua đòn roi tra tấn suốt nửa năm trước khi bị đem đi lưu đày ra Côn Đảo. Thời điểm Cách mạng Tháng Tám diễn ra thành công, ông trở về đất liền. Nhờ sở hữu kinh nghiệm tổ chức đấu tranh, Nguyễn Hữu Xuyến được hai người bạn tù lúc bấy giờ là ông Chủ tịch tỉnh Sa Đéc Phạm Văn Lầu và bà Bí thư Sáu Ngài đề nghị về phụ trách công tác quân sự địa phương, rồi kết hợp chỉ huy bộ đội chủ lực.
Trong khoảng thời gian từ năm 1946 đến 1951, ông lần lượt giữ các chức vụ Chỉ huy trưởng Cộng hòa vệ binh tỉnh Sa Đéc, Chi đội trưởng Chi đội 18, rồi đến Trung đoàn trưởng trung đoàn 115 và cuối cùng là Chỉ huy trưởng Liên trung đoàn 109-111 hoạt động ở khu vực Trà Vinh, Vĩnh Long. Từ năm 1951 đến 1954, ông đảm nhận cương vị Tham mưu trưởng Phân Liên khu miền Tây Nam Bộ. Sau khi hiệp định Genève được ký kết, Xuyến phụ trách chuyển quân tập kết ra Bắc, đến chuyến cuối cùng thì ông được lệnh ở lại bí mật lãnh đạo và chỉ huy phong trào đấu tranh trong lòng lãnh thổ đối phương. Xuyên suốt hai năm tiếp theo, ông hoạt động ở miền Tây Nam Bộ, đến tháng cuối của năm 1956, vị chỉ huy được Xứ ủy cử về miền Đông để thực hiện nhiệm vụ thống nhất các lực lượng vũ trang. Năm 1958, Xứ ủy Nam Bộ thành lập Ban Quân sự và Đảng ủy, ông chính thức được phân công nhiệm vụ Trưởng ban Miền.
Thực hiện Nghị quyết Trung ương lần thứ 15, dưới sự chỉ đạo của Xứ ủy Nam Bộ, Xuyến được phân công trực tiếp làm Chỉ huy trưởng, cùng với Chính ủy Mai Chí Thọ và Chỉ huy phó Tám Lê Thanh nhận nhiệm vụ tiến công vào căn cứ Nguyễn Thái Học của Trung đoàn 32, Sư đoàn 21 quân đội Việt Nam Cộng hòa tại Tây Ninh. Trận đánh thắng lợi vào rạng sáng ngày 26 tháng 1 năm 1960 được truyền thông Việt Nam nhận định đã mở đầu cho cao trào Đồng Khởi ở Nam Bộ, lần đầu tiên quân đội cộng sản đã tập kích thành công vào một cơ sở quân sự cấp trung đoàn của chính quyền Sài Gòn. Cuộc tấn công đã gây sốc cho nền Đệ Nhất Cộng hòa và các cố vấn Mỹ, một nghiên cứu đến từ Đại sứ quán Hoa Kỳ về tác động của trận chiến đã khuyến nghị hai sư đoàn của Lục quân Việt Nam Cộng hòa nên được huấn luyện về chiến tranh du kích để đối phó lại với những mối đe dọa ngày càng tăng đến từ lực lượng nổi dậy.
Tháng 1 năm 1961, Trung ương Cục được thành lập để chỉ đạo phong trào cách mạng ở Nam Bộ và cực Nam Trung Bộ. Một tháng sau, Khu ủy miền Đông tiếp tục ra đời tại Suối Linh thuộc Chiến khu Đ, trong đó Xuyến giữ chức vụ Tư lệnh lực lượng vũ trang Miền. Cũng trong khoảng thời gian này, ông còn đảm nhận thêm cương vị Tư lệnh Quân giải phóng miền Nam. Theo chỉ đạo từ Trung ương Cục nhằm xây dựng và mở rộng khu căn cứ hoạt động cách mạng, đêm 17 rạng sáng ngày 18 tháng 9 năm 1961, trong cương vị Chỉ huy trưởng, Xuyến đã dẫn dắt một lực lượng tham chiến gồm có Tiểu đoàn 800 của Quân khu miền Đông, Đại đội 260 đặc công, trinh sát và các lực lượng vũ trang địa phương giành thắng lợi trong một cuộc tấn công vào tiểu khu Phước Thành do chính quyền Sài Gòn thành lập từ năm 1957. Đây là lần đầu tiên chủ lực Quân Khu miền Đông (Tiểu đoàn 800) đánh bại một tiểu khu, tỉnh lỵ của quân đội Việt Nam Cộng Hòa. Đến năm 2011, tài liệu giải mật về Chiến tranh Việt Nam của Lầu Năm Góc đã phần nào tiết lộ thêm nhiều tình tiết sau khi quân cách mạng chiếm được Phước Thành, "họ [Việt Cộng] đã tổ chức một "phiên tòa nhân dân" đối với tỉnh trưởng và trợ lý, sau đó hành quyết cả hai người đàn ông tại một khu chợ của thị trấn."
Từ năm 1965 đến 1974, Xuyến là Phó Tư lệnh Quân Giải phóng miền Nam Việt Nam. Tháng 6 năm 1974, ông được điều về công tác tại Bộ Quốc phòng và đến tháng 2 năm 1977 thì giữ chức vụ Phó Tư lệnh Quân khu 9. Năm 1986, Nguyễn Hữu Xuyến thụ phong quân hàm Trung tướng và nghỉ hưu không lâu sau đó. Đến ngày 4 tháng 12 năm 2007, ông qua đời tại Sài Gòn, linh cữu được đưa đi an táng tại Nghĩa trang thành phố.

## Danh hiệu
| Quốc gia | Giải thưởng                                        | Ct.                |
| -------- | -------------------------------------------------- | ------------------ |
| Việt Nam | Huy hiệu 60 năm tuổi Đảng                          | [ 4 ] [ 6 ] [ 33 ] |
| Việt Nam | Huân chương Độc lập hạng Nhất                      | [ 4 ] [ 6 ] [ 33 ] |
| Việt Nam | Huân chương Chiến thắng hạng Nhất                  | [ 4 ] [ 6 ] [ 33 ] |
| Việt Nam | Huân chương Kháng chiến hạng Nhất                  | [ 4 ] [ 6 ] [ 33 ] |
| Việt Nam | Huân chương Quân công hạng Nhất, Nhì               | [ 4 ] [ 6 ] [ 33 ] |
| Việt Nam | Huân chương Chiến sĩ vẻ vang hạng Nhất, Nhì, Ba    | [ 4 ] [ 6 ] [ 33 ] |
| Việt Nam | Huân chương Chiến sĩ giải phóng hạng Nhất, Nhì, Ba | [ 4 ] [ 6 ] [ 33 ] |
| Việt Nam | Huy chương Quân kỳ quyết thắng                     | [ 4 ] [ 6 ] [ 33 ] |